# 유리 제품 목록

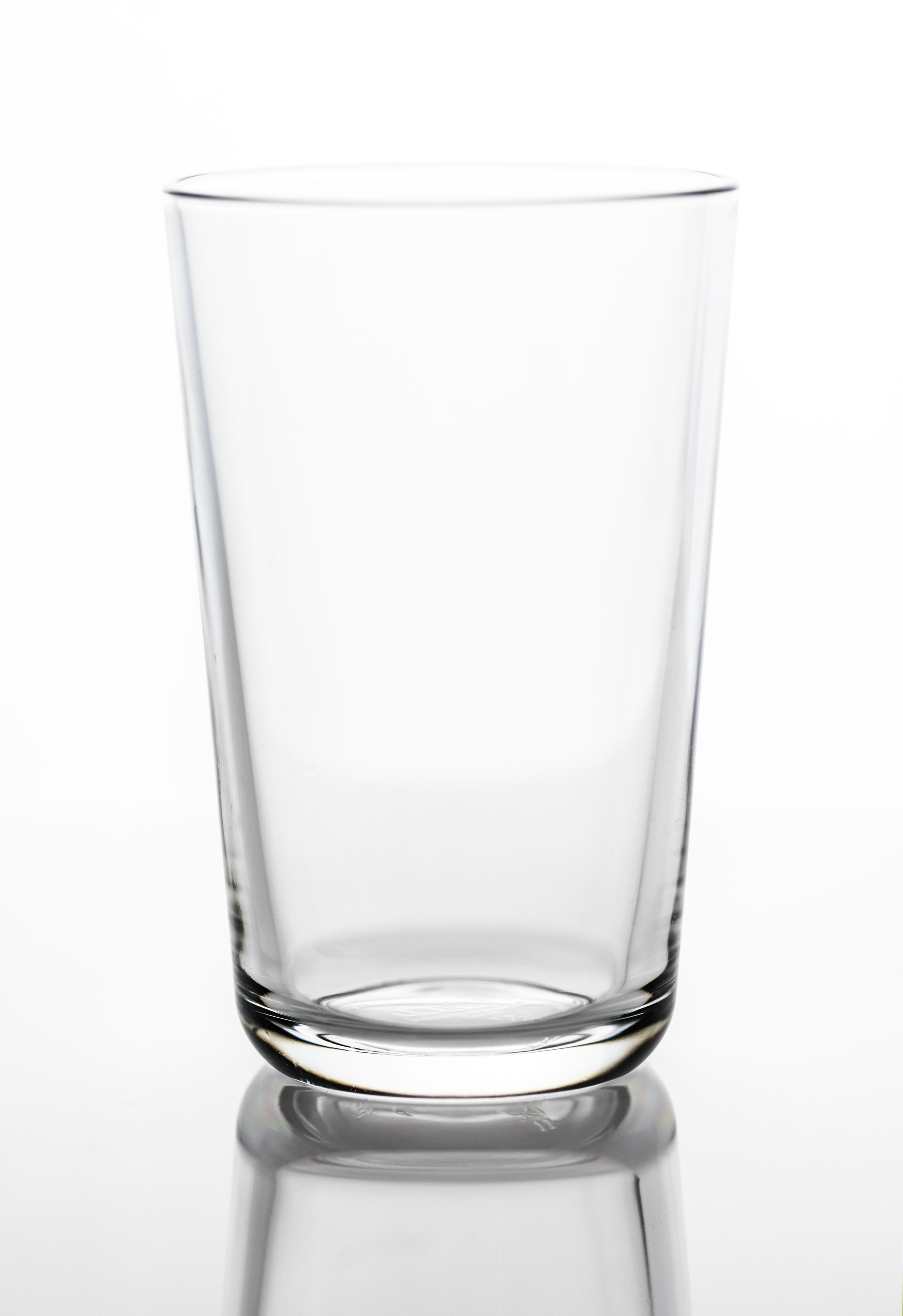
일반적인 음료수 잔.

이 유리 제품 목록에는 마실 그릇(음료수 잔), 식사를 위해 식탁을 차리는 데 사용되는 식기 및 일반적으로 유리 꽃병과 같은 품목, 외식 산업에서 사용되는 잔이 포함된다. 여기에는 유리용기, 유리그릇을 아우르지만 유리기구는 포함되지 않는다.

## 음료수 잔

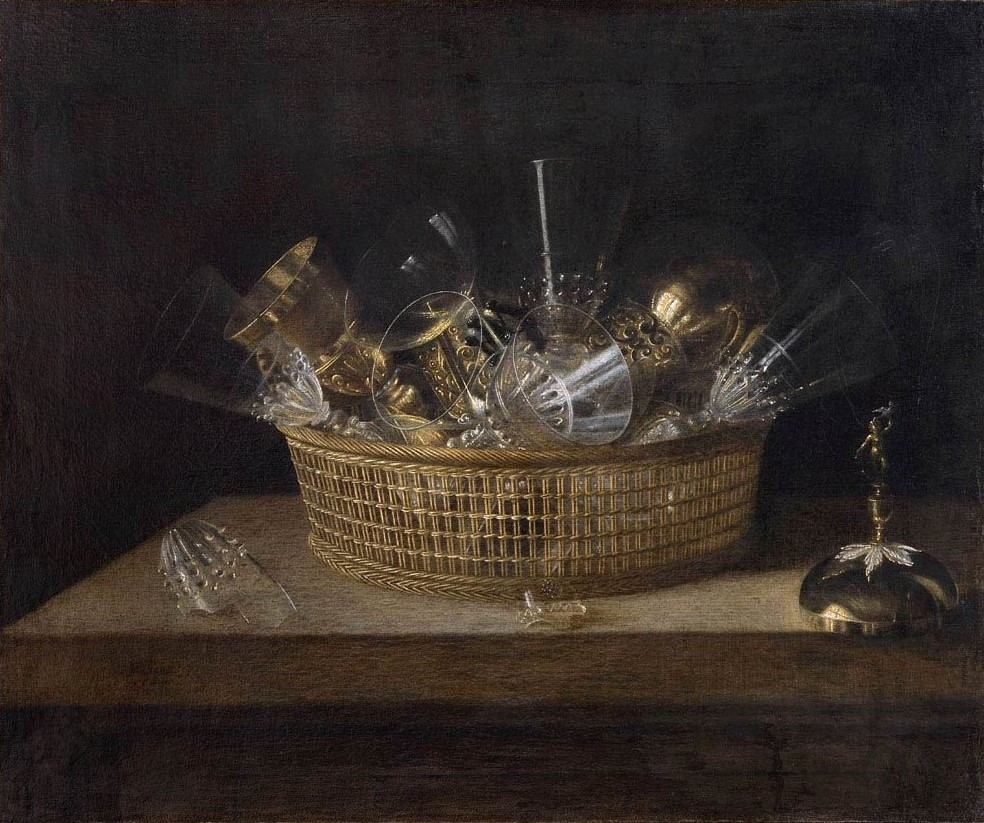
제바스티안 슈토스코프: 바구니 안의 잔 (1644; Musée de l'Œuvre Notre-Dame, 스트라스부르).

음료수 잔 또는 음료 용기(즉, 잔, 저그 (컵) 및 물병)는 음료 또는 마시기나 섭취를 위한 액체 식품을 담기 위한 용기를 나타내는 일반적인 용어이다.
- 비커
- 맥주잔
- 병
- 커피잔
- 잔
- 드워프 에일 글라스
- 헤비 발러스터 글라스
- 항아리
- 마자그란
- 머그잔
- 계영배
- 콰이크[3]
- 사케잔 (오초코)
- 스템웨어
- 타차
- 찻잔
- 티키 머그
- 트렘블루즈
- 텀블러
- 비트롤레로

컵이라는 단어는 중세 영어 cuppe에서 유래했으며, 이는 고대 영어에서 왔고, 다시 후기 라틴어 cuppa (마시는 그릇)에서 유래했으며, 아마도 라틴어 cupa (통, 술통)의 변형일 것이다. 컵이라는 단어의 첫 번째 알려진 사용은 12세기 이전이다.

## 텀블러
텀블러는 바닥이 평평한 음료수 잔이다.
- 콜린스 잔, 키가 큰 칵테일용.[5]

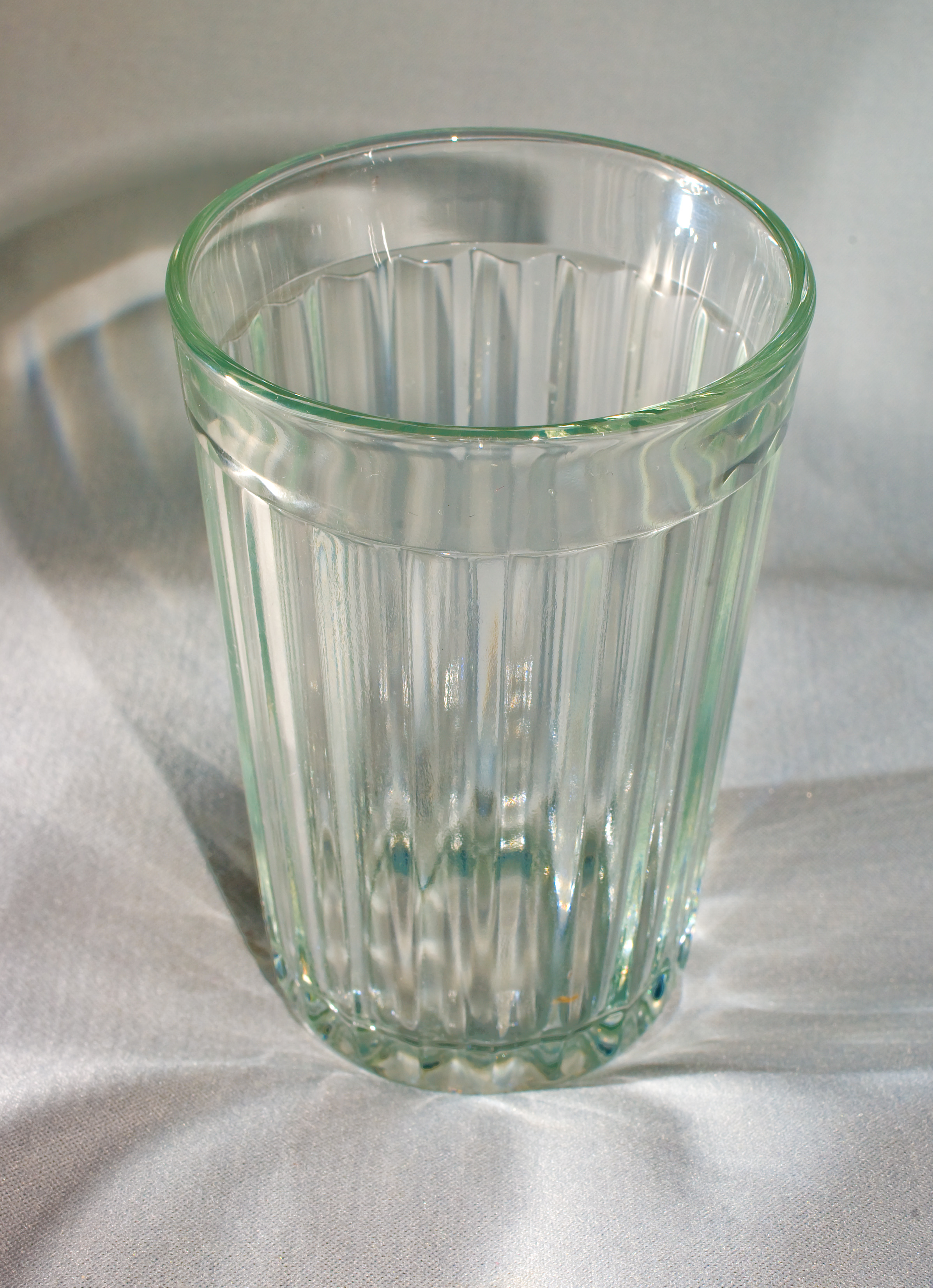
소련 시대의 고전적인 20면 탁상 유리잔, 1943년부터 구시흐루스탈니에서 생산되었다.

- 디지 칵테일잔, 일반적인 칵테일잔과 비슷하지만 스템이 없는 넓고 얕은 잔
- 다면 유리잔 또는 granyonyi stakan
- 하이볼 잔, 혼합 음료용[6]
- 아이스티 잔
- 주스 잔, 과일 주스와 채소 주스용
- 올드패션드 글라스, 전통적으로 간단한 칵테일이나 "온 더 록스" 또는 "니트" 방식의 술용. 현대 미국식 "록스" 잔은 훨씬 더 크고 얼음을 넣은 다양한 음료에 사용될 수 있다.
- 샷 글라스, 최대 4온스의 술을 담는 작은 잔. 현대의 샷 글라스는 예전 위스키 잔보다 바닥과 측면이 더 두껍다.
- 물 잔
- 위스키 텀블러, 한 잔의 술을 위한 작고 얇은 벽의 잔

## 맥주잔
- 맥주 부츠
- 맥주병

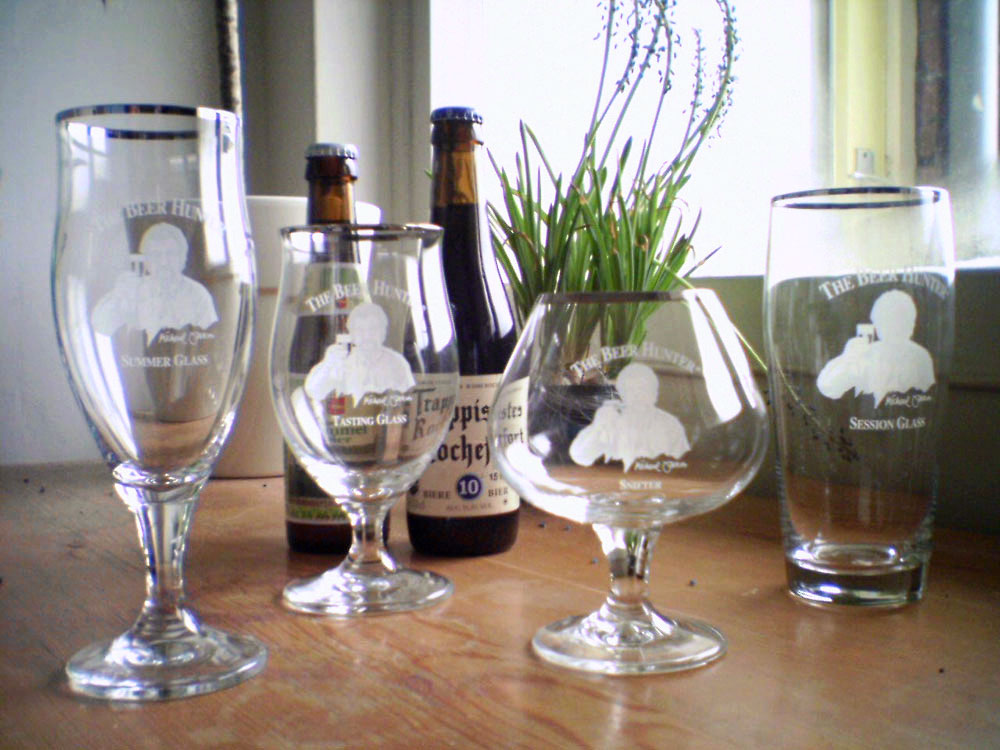
맥주잔. 왼쪽부터: 필스툴페, 튜립 글라스, 스니프터, 윌리 베허.

- 맥주 슈타인, 일반적으로 뚜껑이 달린 큰 머그잔
- 베르케마이어
- 글라스, 200ml (7 fl. oz.) 오스트레일리아 맥주잔 (퀸즐랜드 및 빅토리아)
- 핸들, 425ml 뉴질랜드 맥주잔
- 저그, 뉴질랜드 펍에서 750~1000ml로 제공
- 미디, 285ml (10 fl. oz.) 오스트레일리아 맥주잔 (뉴사우스웨일스)
- 필스너 잔, 페일 라거용
- 파인트 잔, 임페리얼 파인트 맥주 또는 사이다용
- 포니 잔, 140ml 맥주용, "짧은" 또는 "작은" 맥주
- 팟 글라스
- 팟, 285ml (10 fl. oz.) 오스트레일리아 맥주잔 (퀸즐랜드 및 빅토리아)
- 스쿠너, 425ml (15 fl. oz.) 오스트레일리아 맥주잔, 사우스 오스트레일리아에서는 285ml (10 fl. oz.)
- 탱커드, 일반적으로 손잡이와 뚜껑이 달린 큰 마시는 컵
- 밀맥주잔, 밀맥주용
- 야드 글라스, 매우 길고 원추형의 맥주잔으로, 둥근 공 모양의 바닥을 가지고 있으며, 비었을 때는 보통 벽에 걸어둔다.

## 스템웨어

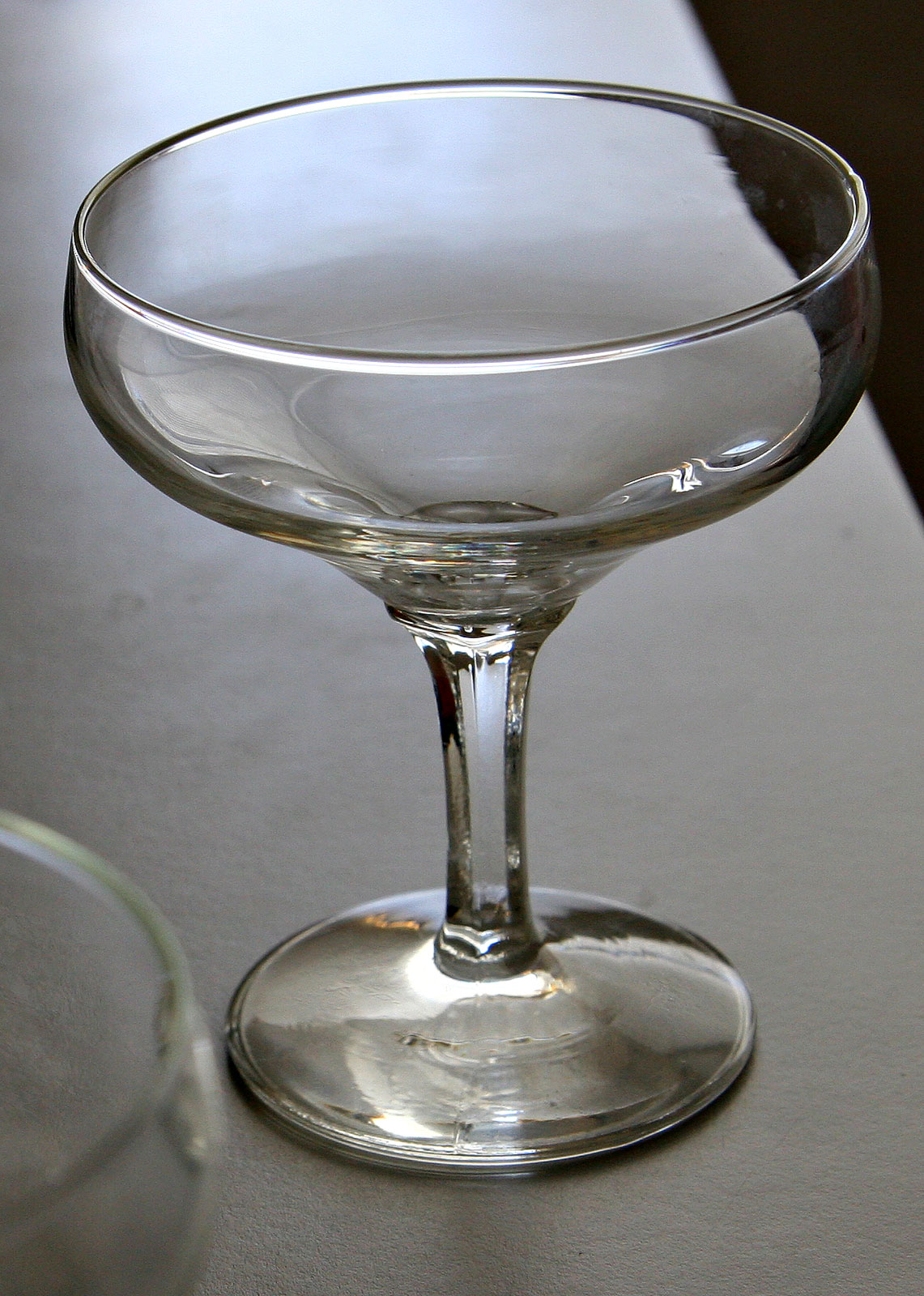
샴페인 쿠페.

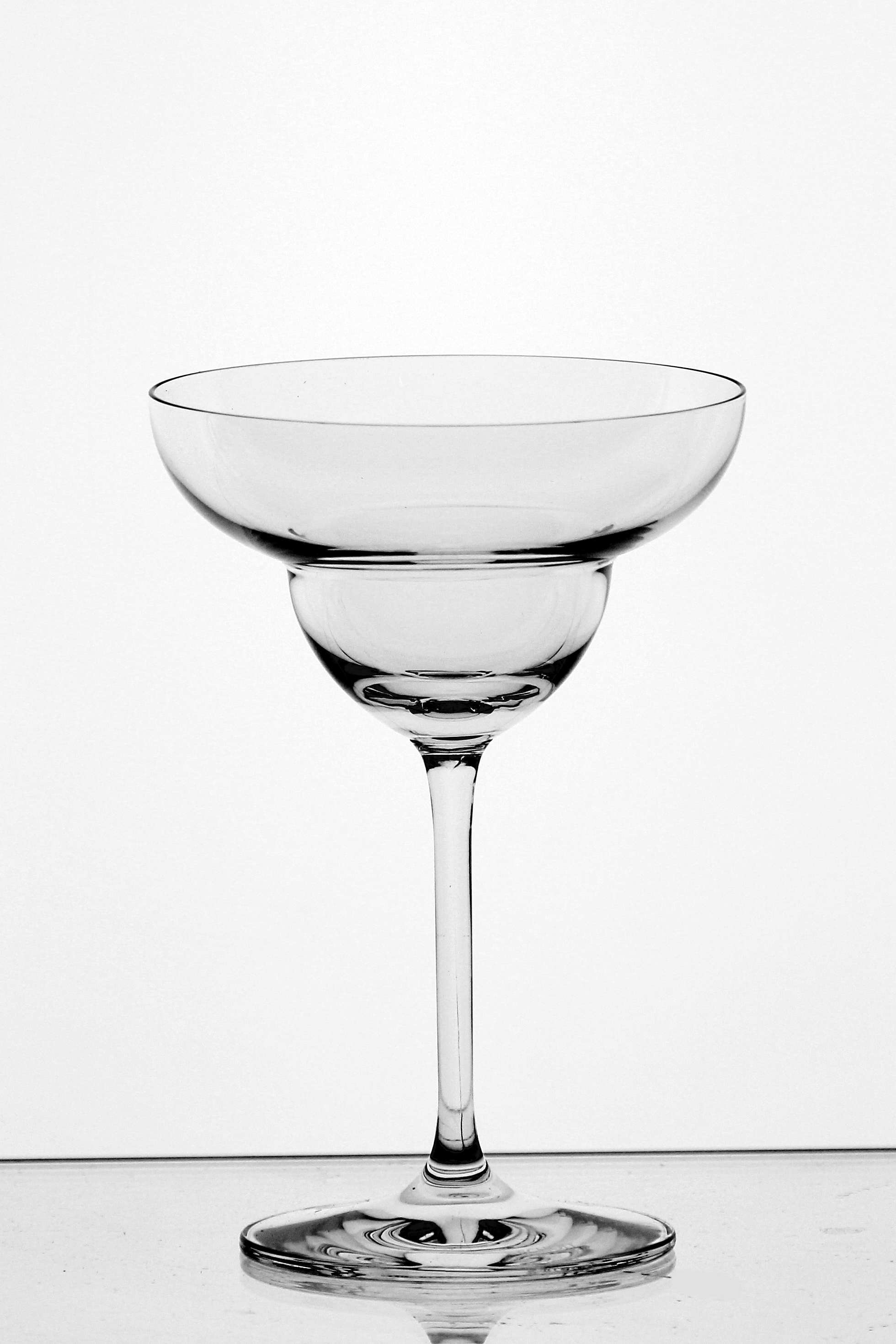
마르가리타 잔.

- 압생트 잔, 키가 작고 두꺼운 스템이 있는 잔으로, 높고 넓은 볼과 압생트의 적절한 양을 나타내는 특징(능선, 구슬 또는 돌출부 등)이 있다.
- 성작 또는 고블렛, 특히 의식용으로 쓰이는 화려한 스템 잔
- 샴페인 쿠페, 넓고 얕은 볼이 있는 스템 잔으로 샴페인용 (칵테일잔과 유사)
- 샴페인 플루트, 높고 좁은 볼이 있는 스템 잔으로 샴페인용
- 칵테일잔, 넓고 얕은 볼이 있는 스템 잔으로 칵테일용
- 파운틴 잔, 소다 파운틴, 패밀리 레스토랑 및 24시간 식당 스타일 레스토랑에서 밀크셰이크 및 아이스크림 소다용으로 흔히 사용되는 길고 플루트 모양의 스템 잔
- 글렌캐런, 위스키를 위해 설계된, 스니프터와 비슷하지만 스템이 짧고 튼튼한 받침을 가진 넓은 볼과 좁은 입구를 가진 잔[7]
- 허리케인 글라스 (포코 그란데 글라스)
- 마르가리타 잔 (샴페인 쿠페의 변형)
- 닉 & 노라
- 뢰머 (잔)
- 셔벗, 아이스크림 또는 소르베용 스템 잔
- 셰리 잔
- 스니프터, 브랜디 및 리큐어용으로 짧은 스템과 상단에서 좁아지는 넓은 볼을 가진 술잔
- 포도주잔

## 기타
- 아트 글라스, 현대 예술인 유리 제품
- 피처, 일반적으로 내용물을 따르기 위한 주둥이가 있는 용기
- 펀치 볼, 펀치를 담는 그릇으로, 일반적으로 파티에서 사용된다.
- 꽃병, 꽃을 담는 데 자주 사용되는 열린 용기
- 봉 (담뱃대), 유리로 만들어진 흡연 도구
- 드럭 파이프, 유리로 만들어진 약물 흡입 도구
- 베이징 글라스, 코담배 통이나 꽃병 형태인 중국식 오버레이 유리

## 같이 보기
- 컵받침, 테이블 표면을 보호하는 평평한 세라믹 또는 나무 조각
- 병 (용기) (병 종류, 브랜드 및 회사 목록)
- 칩 워크, 조각된 유리 제품의 한 형태